# Pancrazio Amoretti
Pancrazio Amoretti (San Pancrazio Parmense, 16 settembre 1732 – 31 marzo 1816) è stato un incisore e fabbro del Ducato di Parma e Piacenza.
Pancrazio e il fratello Giacomo furono per molti anni i migliori collaboratori e amici di Giambattista Bodoni, come testimonia il suo carteggio: nel 1783 Giuseppe Bodoni chiede al fratello Giambattista di salutare la famiglia Amoretti, in particolare Giacomo e Pancrazio, ricordando i momenti conviviali trascorsi insieme a San Pancrazio Parmense.
Quando nel settembre del 1791 l'abate spagnolo Juan Andrés (1740–1817) fece visita alla tipografia Bodoniana a Parma, riconobbe in Pancrazio l'artefice di tutti i punzoni e gli attrezzi necessari all'attività dell'officina, proprio mentre si consumava il cosiddetto dissidio tra gli Amoretti e Bodoni e i fratelli di Pancrazio (Giacomo e Francesco) e i suoi figli (don Andrea, Giovanni, Pietro e Vittorino) lavoravano in segreto a San Pancrazio per fondare la tipografia dei Fratelli Amoretti.
Il testo dell'Andrés riporta: «Un'arte merece en Parma la atención de todos los forasteros, y ésta sola supone la perfección de otras muchas. La imprenta de Parma es conocida en toda Europa, y se puede decir que aun fuera de ella en los paeses cultos de otras partes del mundo. El mérito de esta celebridad se debe al famoso Bodoni; pero ¿cuántos otros no contribuyen a su mayor perfección, y merecen también su particular alabanza? Pancracio Moretti [sic, per Amoretti] es el ejecutor de los punzones y de todos los hierros que sirven a la imprenta bodoniana».
La traduzione letterale è: «Un'arte merita a Parma l'attenzione di tutti gli stranieri, e questa sola suppone la perfezione di molte altre. La stamperia di Parma è famosa in tutta l'Europa, e si può dire anche al di fuori di essa nei paesi colti di altre parti del mondo. Il merito di questa celebrità si deve al famoso Bodoni; però quanti altri contribuiscono alla sua maggiore perfezione, e meritano pur essi la sua particolare lode? Pancrazio Amoretti è l'esecutore dei punzoni e di tutti gli attrezzi che servono alla stamperia Bodoniana».
La traduzione del Passerini, contro la quale Bodoni si scagliò furiosamente, è più edulcorata e recita: «La stamperia di Parma è famosa in tutta l'Europa, e si può dire anche al di fuori di essa nei paesi colti di altre parti del mondo. Il merito di questa celebrità si deve al famoso Bodoni; nulladimeno altri contribuiscono alla sua maggiore perfezione, e meritano pur essi una particolar lode. I fratelli Amoretti di S. Pancrazio sono gli esecutori dei ponzoni e di tutti i ferri che servono alla stamperia Bodoniana».